# Абу Бакр аль-Калабади
Абу́ Бакр Муха́ммад ибн Исха́к аль-Буха́ри аль-Калабади, или аль-Калабази (араб. أبو بكر الكلاباذي‎; род. Бухара — ум. в  990 или  995 г., Бухара) — ханафитский факих, автор одного из самых известных ранних систематических трудов по мистицизму на арабском языке.

## Биография

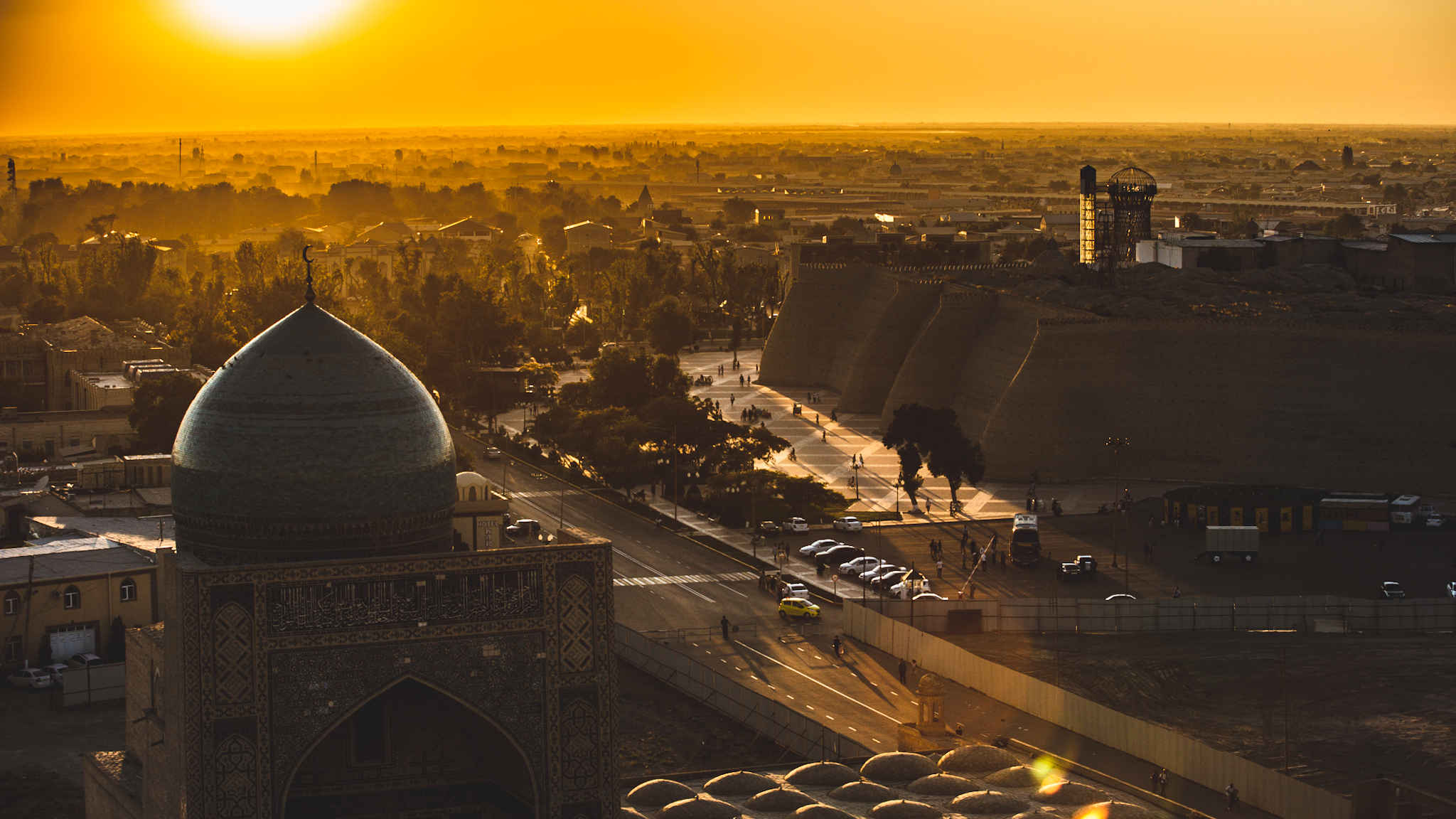
Бухара, родина Абу Бакра Мухаммада ибн Исхака аль Калабади

Мухаммад аль-Калабади родился и жил в квартале Калабад (предместье Бухары). Он обучался у таких известных богословов, как Мухаммад ибн Фадль (право), Касим Фарис (суфизм) и др. 
Умер аль-Калабади в Бухаре.

## Система взглядов
За свою жизнь аль-Калабади написал пять или шесть сочинений. Из них до нас дошли два: «Ма’ани аль-ахбар» и «Ат-Та’арруф ли-мазхаб ахль ат-тасаввуф». Первое произведение представляет собой краткий и невыразительный комментарий этического характера на некоторые хадисы о жизни Мухаммада.

## Основной труд «Ат-Та’арруф»
«Ат-Та’арруф» являлось одним из основных сочинений при изучении мусульманского мистицизма первых трёх веков ислама. Его высоко ценили последующие поколения суфиев; в частности, шейх Яхья ас-Сухраварди аль-Мактул (ум. в  1191 г.) заметил: «Если бы не ат-Та’арруф, мы бы не знали суфизм». Книга является первым дошедший до нас трудом, в котором изложена система взглядов и практики суфиев. Также была предпринята попытка примирить с положениями ислама те идеи мистицизма, которые с ними не состыковывались. В книге также разъясняется, что суфизм целиком лежит в рамках  Ислама, что как система он не вызывает сомнения в своем соответствии Корану и Сунне.
Труд содержит 15 глав, которые можно разбить на три части:
1. историческая (гл. 1—4, 64—75): определение понятия суфи и тасаввуф, важнейшие персоналии, рассказы и легенды об их мистических подвигах;
2. апологетическая (гл. 5—30): система взглядов суфизма, доказательство её «правоверия»;
3. практическая (гл. 31—63): практика суфизма, основные этапы мистического пути, суфийские термины[1].

Сочинение аль-Калабади вызвало много комментариев, наиболее популярным из которых стал труд Исмаила аль-Мустамли (ум. в 1042 г.) — «Hyp аль-муридин», который был написан на персидском языке. Аль-Мустамли был соотечественником, и, возможно, учеником Аль-Калабади. Его комментарий, как источник по истории суфизма, почти не уступает оригинальному произведению. 7 апреля 1081 г. был переписан один из его списков, который считается второй старейшей из дошедших до нас персидских рукописей.

## Сочинения
- «Ма’ани аль-ахбар»;
- «ат-Та’арруф ли-мазхаб ахль ат-тасаввуф».